# Leela Chitnis
Leela Chitnis, nata Leela Nagarkar (Dharwad, 9 settembre 1909 – Danbury, 14 luglio 2003), è stata un'attrice e regista indiana.
Ha preso parte a oltre 100 film dal 1935 al 1987. Ha all'attivo due film da regista e uno da produttrice.

## Filmografia parziale

### Attrice
Lista parziale:

- Kangan, regia di Franz Osten (1939)
- Azad, regia di N. R. Acharya (1940)
- Bandhan, regia di N.R. Acharya (1940)
- Jhoola, regia di Gyan Mukherjee (1941)
- Shaheed, regia di Ramesh Saigal (1948)
- Awaara, regia di Raj Kapoor (1951)
- Sadhna, regia di B. R. Chopra (1958)
- Gunga Jumna, regia di Nitin Bose (1961)
- Guide, regia di Vijay Anand (1965)

### Regista
- Kanchan (1941)
- Aaj Ki Baat (1955) - anche produttrice